# MotoE
De MotoE, officieel de FIM Enel MotoE World Cup, is een wegraceklasse in de motorsport die enkel gebruik maakt van elektrische motorfietsen. Vanaf 2019 wordt in deze klasse gestreden om de wereldtitel in het FIM wereldkampioenschap wegrace als nieuwe klasse binnen het kampioenschap. De klasse zal enkel rijden in een select aantal Europese raceweekenden van het wereldkampioenschap.

## Geschiedenis
Op 6 februari 2018 werd aangekondigd dat de races van de MotoE vanaf het seizoen 2019 plaats zouden vinden binnen het wereldkampioenschap wegrace naast de al bestaande klassen MotoGP, Moto2 en Moto3. Het kampioenschap bestaat uit twaalf teams en achttien coureurs. De twaalf teams in het kampioenschap nemen tevens deel aan andere klassen binnen het wereldkampioenschap, waarvan zes teams uitkomen in de MotoGP en twee andere teams tot 2018 in deze klasse reden. Er vinden zes races plaats in vijf Europese raceweekenden van het wereldkampioenschap, inclusief twee races in het laatste weekend. De races duren 7 tot 10 ronden.
De eerste race zou worden verreden op 5 mei 2019 op het Circuito Permanente de Jerez. Bij een brand tijdens een testsessie op dat circuit op 13 maart 2019 raakten echter alle achttien motoren onherstelbaar beschadigd. Hierop werd de kalender voor het eerste seizoen aangepast: de eerste twee races werden geschrapt, terwijl later in het seizoen twee andere races werden toegevoegd. De eerste race wordt nu verreden op 7 juli 2019 op de Sachsenring.

## Materiaal
De MotoE rijdt met een Energica Ego Corsa-motorfiets, gebouwd door Energica Motor Company. De motor heeft een maximum vermogen van 110 kW (147 pk). Het bereikt binnen drie seconden een snelheid van 100 km/h en de topsnelheid ligt op 250 km/h. De machine heeft 200 Nm koppel tot 5000 rpm.

## Wereldkampioenen
| Seizoen | Coureur            | Constructeur | PS | W | Pod. | SR | Punten | Marge |
| ------- | ------------------ | ------------ | -- | - | ---- | -- | ------ | ----- |
| 2019    | Matteo Ferrari     | Energica     | 0  | 2 | 3    | 1  | 99     | 11    |
| 2020    | Jordi Torres       | Energica     | 3  | 1 | 3    | 1  | 114    | 17    |
| 2021    | Jordi Torres       | Energica     | 2  | 1 | 4    | 0  | 100    | 7     |
| 2022    | Dominique Aegerter | Energica     | 3  | 3 | 10   | 2  | 227    | 34,5  |
| 2023    | Mattia Casadei     | Ducati       | 1  | 5 | 10   | 4  | 260    | 43    |
| 2024    | Héctor Garzó       | Ducati       | 1  | 4 | 9    | 3  | 246    | 15    |